# Diplotaxis
Genre
Diplotaxis est un genre de plantes de la famille des Brassicaceae (les Crucifères). Ce sont des plantes herbacées à feuilles généralement pennatilobées, ayant comme toutes les crucifères des fleurs à quatre sépales, quatre pétales et six étamines. Les fleurs sont le plus souvent jaunes (mais Diplotaxis erucoides a des fleurs blanches). Les fruits sont des siliques déhiscentes, minces, terminées par un court bec, avec des valves à nervure médiane marquée. Les graines sont disposées sur deux rangs dans le fruit, d'où le nom grec de Diplotaxis (= double ordre). Ces plantes sont parfois appelées en français diplotaxes. La particularité des Diplotaxis est de présenter un gout odorant de poulet.

## Liste d'espèces
Espèces françaises :
- Diplotaxis assurgens (Delile) Thell.
- Diplotaxis catholica (L.) DC.
- Diplotaxis erucoides (L.) DC. subsp. erucoides (Fausse roquette)
- Diplotaxis muralis (L.) DC. subsp. muralis
- Diplotaxis tenuifolia (L.) DC. (Roquette sauvage)
- Diplotaxis tenuisiliqua Delile
- Diplotaxis viminea (L.) DC.

Selon Catalogue of Life (17 janvier 2018) :
- Diplotaxis acris (Forssk.) Boiss.
- Diplotaxis antoniensis Rustan
- Diplotaxis assurgens (Delile) Gren.
- Diplotaxis berthautii Braun-Blanq. & Maire
- Diplotaxis brachycarpa Godr.
- Diplotaxis brevisiliqua (Coss.) Mart.-Laborde
- Diplotaxis catholica (L.) DC.
- Diplotaxis cossoniana (Reut. ex Boiss.) O.E. Schulz
- Diplotaxis decumbens (A. Chev.) Rustan & L. Borgen
- Diplotaxis erucoides (L.) DC.
- Diplotaxis gorgadensis Rustan
- Diplotaxis gracilis (Webb) O.E. Schulz
- Diplotaxis griffithii (Hook.f. & Thomson) Boiss.
- Diplotaxis harra (Forssk.) Boiss.
- Diplotaxis ibicensis (Pau) Gomez-Campo
- Diplotaxis ilorcitana (Sennen) Aedo, Mart.-Laborde & Muñoz Garm.
- Diplotaxis kohlaanensis A.G. Mill. & J. Nyberg
- Diplotaxis muralis (L.) DC.
- Diplotaxis nepalensis H. Hara
- Diplotaxis ollivieri Maire
- Diplotaxis pitardiana Maire
- Diplotaxis scaposa DC.
- Diplotaxis siettiana Maire
- Diplotaxis siifolia Kunze
- Diplotaxis simplex (Viv.) Spreng.
- Diplotaxis sundingii Rustan
- Diplotaxis tenuifolia (L.) DC.
- Diplotaxis tenuisiliqua Delile
- Diplotaxis varia Rustan
- Diplotaxis villosa Boulos & Jallad
- Diplotaxis viminea (L.) DC.
- Diplotaxis virgata (Cav.) DC.

Selon ITIS (7 avril 2015) :
- Diplotaxis erucoides (L.) DC.
- Diplotaxis muralis (L.) DC.
- Diplotaxis siifolia Kuntze
- Diplotaxis tenuifolia (L.) DC.

Selon NCBI (23 mai 2012) :
- Diplotaxis acris
- Diplotaxis antoniensis
- Diplotaxis assurgens
- Diplotaxis berthautii
- Diplotaxis brachycarpa
- Diplotaxis brevisiliqua
- Diplotaxis catholica
- Diplotaxis cossoniana
- Diplotaxis cretacea
- Diplotaxis erucoides
- Diplotaxis glauca
- Diplotaxis gorgadensis
- Diplotaxis gracilis
- Diplotaxis griffithii
- Diplotaxis harra
- Diplotaxis hirta
- Diplotaxis ibicensis
- Diplotaxis ilorcitana
- Diplotaxis muralis
- Diplotaxis siettiana
- Diplotaxis siifolia
- Diplotaxis simplex
- Diplotaxis sundingii
- Diplotaxis tenuifolia
- Diplotaxis tenuisiliqua
- Diplotaxis varia
- Diplotaxis viminea
- Diplotaxis virgata
- Diplotaxis vogelii